# مارکونی الکترونیک سیستمز
مارکونی الکترونیک سیستمز (به انگلیسی: Marconi Electronic Systems) که تا سال ۱۹۹۸ جی ئی سی-مارکونی (به انگلیسی: GEC-Marconi) نامیده می‌شد، بازوی دفاعی شرکت جنرال الکتریک (جی ئی سی) بود. این شرکت از شرکت جنرال الکتریک جدا شده و در سال ۱۹۹۹ به تملک بریتیش ایروسپیس (بی‌ای‌ئی) درآمد و شرکت بی‌ای‌ئی سیستمز را پدید آورد. مارکونی الکترونیک سیستمز امروزه با نام بی‌ای‌ئی سیستمز الکترونیکس که شرکتی وابسته به بی‌ای‌ئی سیستمز است به فعالیت ادامه می‌دهد.